# Віго (округ, Індіана)
Шаблон:StateAbbr_ 39°26′ пн. ш. 87°23′ зх. д. / 39.43° пн. ш. 87.39° зх. д.
Округ  Віго (англ. Vigo County) — округ (графство) у штаті  Індіана, США. Ідентифікатор округу 18167.

## Історія
Округ утворений 1818 року.

## Демографія
За даними перепису 
2000 року 
загальне населення округу становило 105848 осіб, зокрема міського населення було 79376, а сільського — 26472.
Серед мешканців округу чоловіків було 51998, а жінок — 53850. В окрузі було 40998 домогосподарств, 26058 родин, які мешкали в 45203 будинках.
Середній розмір родини становив 2,96.
Віковий розподіл населення поданий у таблиці:
| Стать    | До 15 років | 15-21 | 22-29 | 30-39 | 40-49 | 50-65 | 65-85 | Понад 85 |
| -------- | ----------- | ----- | ----- | ----- | ----- | ----- | ----- | -------- |
| Чоловіки | 10320       | 7303  | 6425  | 7308  | 7689  | 7335  | 5150  | 468      |
| Жінки    | 9704        | 6796  | 5789  | 6715  | 7548  | 7868  | 7916  | 1514     |

## Виноски
1. ↑  U.S. Decennial Census. Census.gov. Архів оригіналу за 26 квітня 2015. Процитовано 31 липня 2013.
2. ↑  Annual Estimates of the Resident Population: April 1, 2010 to July 1, 2012. Census.gov. Архів оригіналу за 7 липня 2013. Процитовано 31 липня 2013.
3. ↑  American FactFinder. Бюро перепису населення США. Архів оригіналу за 26 лютого 2012. Процитовано 31 січня 2008.

| США | Це незавершена стаття з географії США. Ви можете допомогти проєкту, виправивши або дописавши її. |